# 貢薩萊斯 (塞薩爾省)
貢薩萊斯是哥倫比亞的城鎮，位於該國東北部，由塞薩爾省負責管轄，始建於1570年5月6日，面積75平方公里，海拔高度1,367米，2005年人口8,859，人口密度每平方公里118.12人。

## 外部連結
- （西班牙文） Goovernment of Cesar: González

8°24′N 73°20′W / 8.400°N 73.333°W